# Erner Hübsch

Erner Hübsch um 1920

Erner Hübsch (eigentlich Adolf Ernst Hermann Hübsch; * 30. September 1858 in Elbing, Ostpreußen; † 17. Februar 1925 in Berlin-Schöneberg) war ein deutscher Stummfilmschauspieler.

## Leben und Wirken
Hübsch, ein Sohn des Buchdruckers Friedrich Hübsch und seiner Frau Amalie, geb. Levin, ging bereits in frühen Jahren nach Berlin, wo er zunächst als Buchhalter arbeitete, ehe er ein Bekleidungsgeschäft und ein Reklamebüro eröffnete. Zwischen 1913 und 1924 wurde er als Darsteller in zahlreichen Stummfilmen eingesetzt, darunter in noch heute bekannten Werken wie den Asta-Nielsen-Filmen Engelein und Das Ende vom Liede, Otto Ripperts Die Pest in Florenz und in den Fritz-Lang-Filmen Harakiri, Der müde Tod und Dr. Mabuse, der Spieler.
Sein Rollenspektrum war breit und reichte vom Teppichhändler über Mönch und Eunuch bis zum Gelehrten, japanischen Teehausbesitzer und amerikanischen Kohlenkönig. Er trat in Detektivserien mit Stuart Webbs, Harry Hill und Mac Wood, ja sogar in Filmopern und Film-Singspielen auf. Hauptrollen scheint er jedoch nie bekommen zu haben.
Mehrfach erschien er in Filmen des Regisseurs Gernot Bock-Stieber und dessen Gattin, der Drehbuchautorin Ada van Roon.
Hübsch war von 1884 bis zu ihrem Tod 1902 mit Marianne, geb. Rührmund, verheiratet und von 1904 bis zu seinem Tod mit Emma, geb. Siewert. Er starb am 17. Februar 1925 im Auguste-Viktoria-Krankenhaus in Berlin-Schöneberg.

## Filmografie
- 1913: In Vertretung
- 1914: Engelein (Asta-Nielsen-Serie IV)
- 1914: Man steigt nach
- 1918: Das Tagebuch des Apothekers Warren
- 1918: Der Eisenbahnmarder (Stuart-Webbs-Serie XXII)
- 1918: Eine tolle Ratte
- 1919: Die Pest in Florenz
- 1919: Harakiri
- 1919: Amt Zukunft (Einakter)[9]
- 1919: Alles wegen dir!
- 1919: Ja da muss doch in der Leitung, auch: Da muss doch etwas in der Leitung
- 1919: Die Gasmaske
- 1919: Das Ende vom Liede, auch: Die Lüge, auch: Das Gelöbnis (Asta-Nielsen-Serie III)[10]
- 1919: Der Fliegende Holländer[11]
- 1919: Die Venus von Milo
- 1919: Rolf, der Meisterdetektiv
- 1920: Männe, wo bleibste denn
- 1920: Der Glücksmaxl
- 1920: Die Wette im Damenklub. Grita und ihre Freier
- 1920: Luderchen geht auf die Pirsch
- 1920: Die Liebe geht durch den Magen
- 1920: Die Trommeln Asiens
- 1920: Der Perser, auch: Der Perserteppich
- 1920: So ein Mädel
- 1920: Menschliche Hyänen
- 1920: Die sieben Todsünden
- 1920: Die Strahlen des Todes, auch: Der Todesstrahl (MacWood-Serie I)
- 1920: Der Spuk des Lebens[12]
- 1920: Der unsichtbare Dieb (MacWood-Abenteuer-Serie)[13]
- 1920: Der Anti-Detektiv
- 1920: Ganz ohne Männer geht die Chose nicht
- 1921: Banditen[14]
- 1921: Der Mann im Schrank (MacWood-Abenteuer-Serie)
- 1921: Die eiserne Faust
- 1921: Das zweite Leben
- 1921: Der müde Tod
- 1922: Das verschwundene Haus
- 1922: Dr. Mabuse, der Spieler (2 Teile)
- 1922: Der Höllenreiter (Harry-Hill-Detektivserie)
- 1924: Ein Traum ein Leben